# Andrahomanus luteipes
Andrahomanus luteipes es una especie de coleóptero de la familia Anthicidae.

## Distribución geográfica
Habita en Madagascar.